# HafenCity
HafenCity (ciudad puerto) es una operación urbanística desarrollada en Hamburgo (Alemania) que estuvo destinada a transformar la “Speicherstadt” (ciudad almacén) antigua zona de descarga y almacenamiento de la ciudad.
El proyecto hará crecer el centro urbano un 40%. Oficinas, plazas, locales comerciales y hasta departamentos para adultos mayores cambiarán la imagen de Hamburgo, contribuyendo a mantener su importancia como la segunda ciudad más grande del país, todo ello gracias a las más de cien obras en ejecución con un coste estimado en 5000 millones de euros y que sólo estará terminado en 2025.

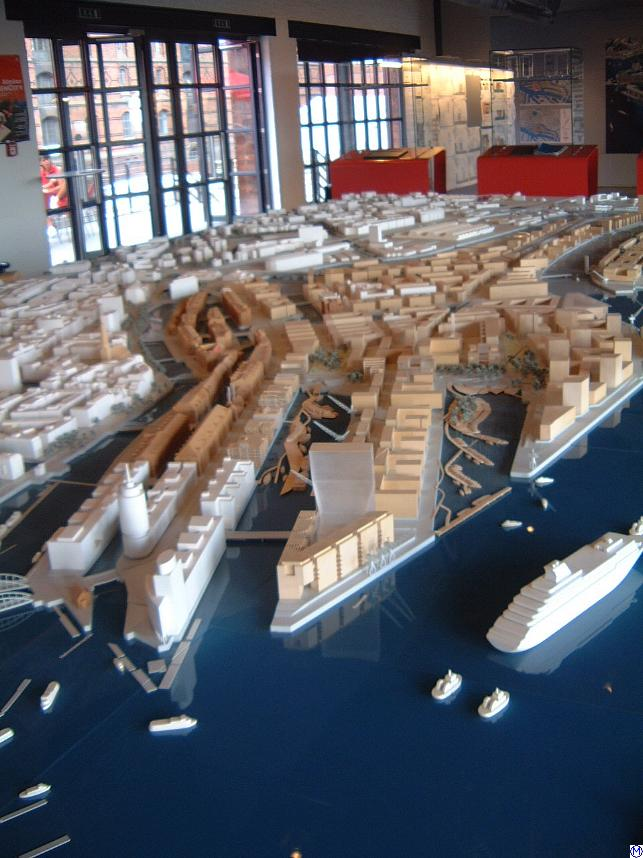
Maqueta general de HafenCity.

## Historia
La idea de proyectar un nuevo rostro para Hamburgo comenzó a gestarse a fines de los años ochenta entre los entusiastas participantes de un foro sobre construcción que tuvo lugar en la ciudad.
El primer paso fue la construcción del Hanseatic Trade Center, a principios de los años 1990, que llevó a remodelar un sector de la Speicherstadt. A mediados de la década, el arquitecto hamburgués Volkwin Marg, de gmp, presentó un boceto de lo que podría llegar a desarrollarse en el corazón de su ciudad.
En 1998 se fundó Hafen City GmbH, una sociedad de responsabilidad limitada, encargada de coordinar el proyecto, de llevar a cabo la planificación, de trabajar en conjunto con las instituciones públicas de la ciudad, seducir a los inversionistas, negociar con las inmobiliarias, evaluar los proyectos y vender los terrenos.
El plan regulador de HafenCity, fue elaborado en 2000.

## Características

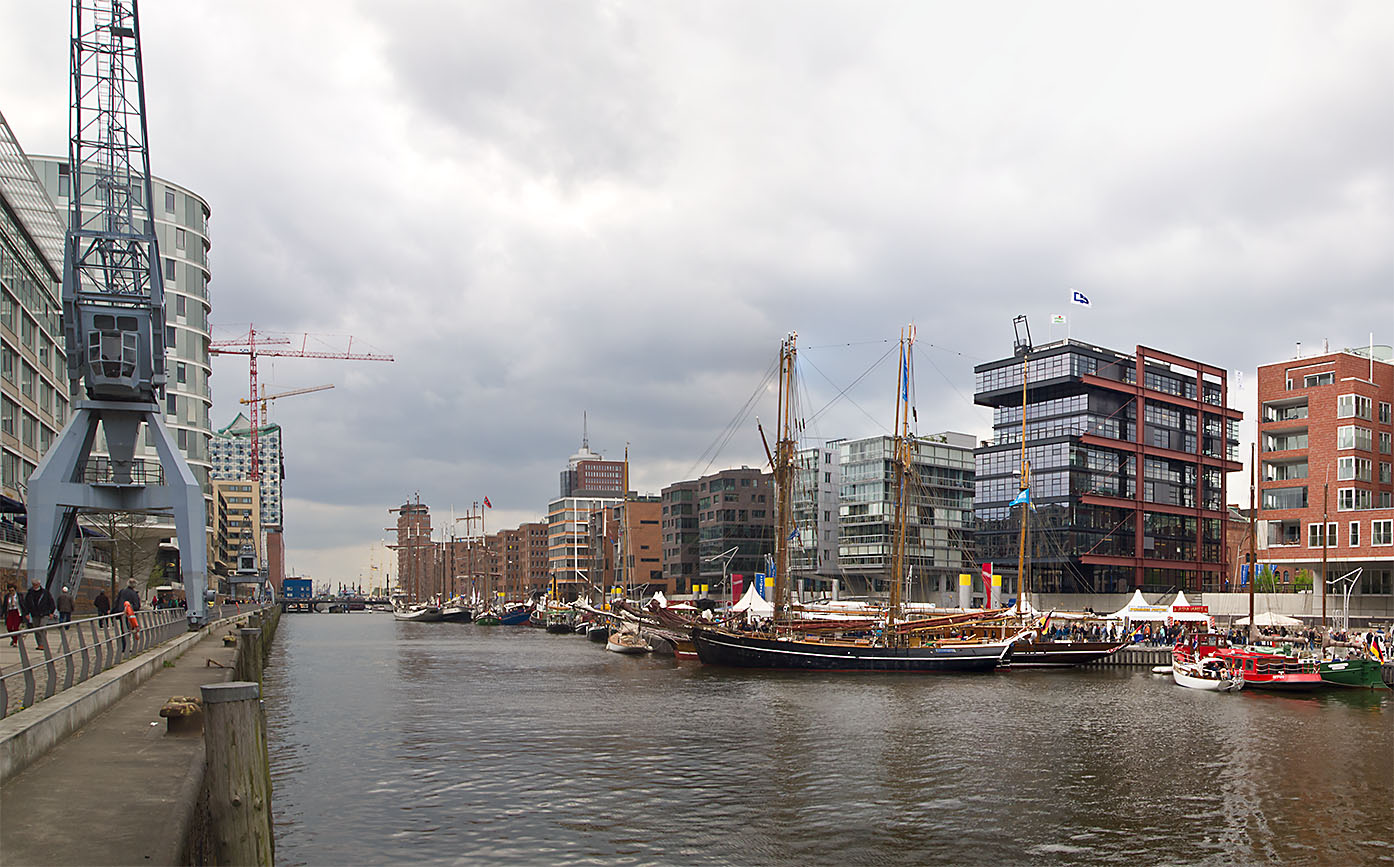
Sandtorhafen - Traditionsschiffhafen

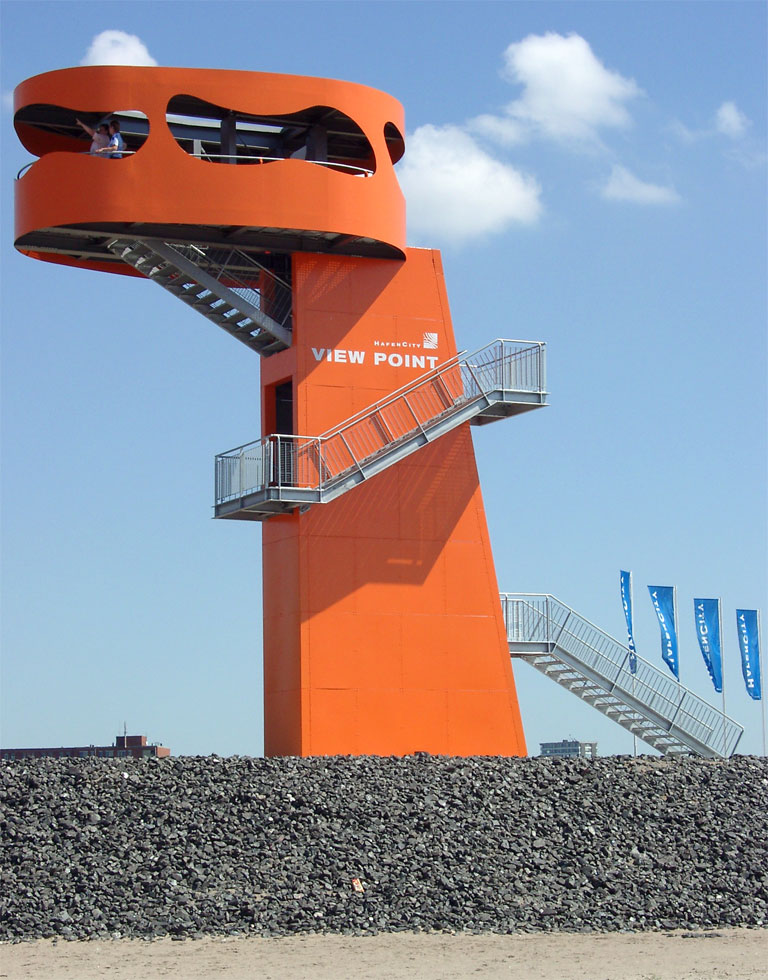
Punto de observación.

La HafenCity ocupará una superficie de 155 hectáreas, sobre un área de embarque del puerto colindante con el centro de la ciudad, justo al sur de la tradicional Speicherstadt, un histórico sector de bodegas de ladrillos rojos.
Allí comienzan a cobrar vida edificios de oficinas, departamentos, parques, locales comerciales, restaurantes, hoteles, paseos peatonales y espacios para el esparcimiento y la cultura. El proyecto por su ubicación central y sus dimensiones es único en la Unión Europea. La zona de construcción de la HafenCity tiene tres mil metros de este a oeste y mil metros de norte a sur, lo que implica que el centro crecerá en 40%. La HafenCity destinará aproximadamente un tercio de su construcción total a viviendas entre las que destacan las destinadas a los adultos mayores, departamentos especialmente diseñados, con botones de emergencia y servicios especiales.
Sobre las 100 hectáreas de superficie firme -las otras 55 del proyecto son de aguas- se construirán 1,8 millones de metros cuadrados que darán vida a 6000 departamentos residenciales -para unas 12 mil personas - y oficinas suficientes para albergar 40 mil puestos de trabajo. A ello se sumarán 10 kilómetros de paseos peatonales junto al agua, una línea de metro con dos estaciones -la primera de las cuales estará lista el año 2011-, museos, una filarmónica y sectores abiertos con nombres que evocan epopeyas transoceánicas: la Terraza Magallanes, la Terraza Marco Polo o la Plaza Vasco da Gama.
Para la construcción de departamentos se buscó a distintas empresas inmobiliarias, de manera que el proyecto no se convirtiera en una cuestión de elite, sino que estuviera al alcance de un espectro amplio de personas. Las construcciones son, en muchos casos, multifacéticas: en un mismo edificio se pueden encontrar, por ejemplo, departamentos, oficinas y restaurantes.
Por otra parte, la propuesta del gobierno de Hamburgo de trasladar en el 2011 el planetario de Winterhuder a HafenCity espera impulsar aún más el proyecto.

### Überseequartier
En 2005 el consorcio germano-holandés conformado por ING Real Estate, Bouwfonds y Gross&Partners se adjudicó el Überseequartier, el corazón de la HafenCity. Las cifras son elocuentes: 800 millones de euros desembolsará el grupo para urbanizar una superficie de ocho hectáreas.
Además de los dieciséis edificios de departamentos y oficinas, el proyecto, que se construirá entre 2007 y 2011, incluye 28.000 metros cuadrados de construcción hotelera, otros 6000 que serán consagrados a la oferta gastronómica y 3000 para un terminal de embarque de cruceros que estará integrado a los hoteles.
A esto se suma un edificio semitransparente de 70 metros de altura que albergará un acuario y un Centro de Oceanografía, proyectado por el arquitecto Rem Koolhaas. Allí, en diferentes laboratorios, los visitantes podrán descubrir cómo se formaron los océanos, escudriñar los misterios del clima, las corrientes y las mareas, o participar en simulaciones de navegación.

### Filarmónica del Elba

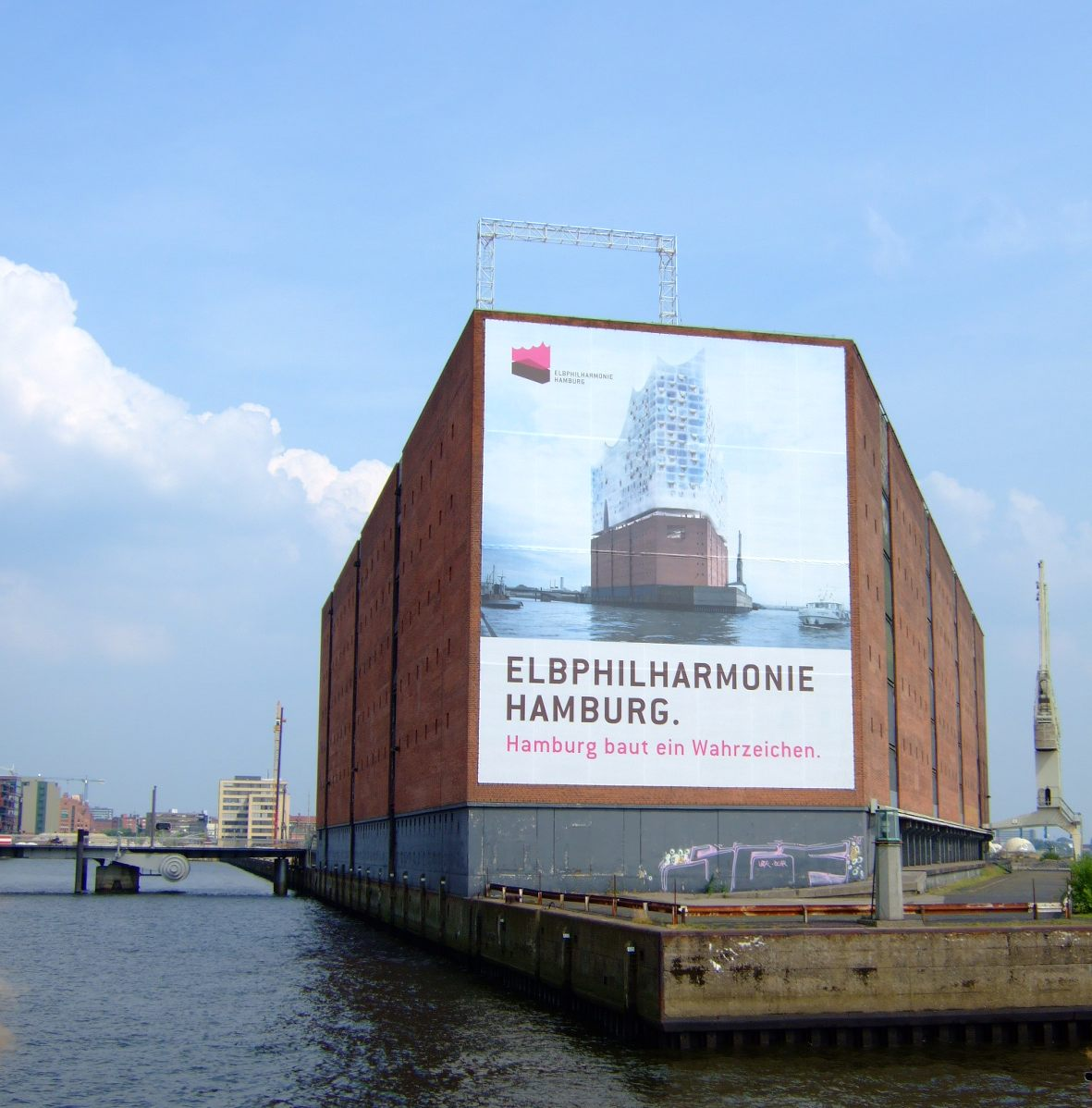
Futuro emplazamiento de la Filarmónica del Elba (2006).

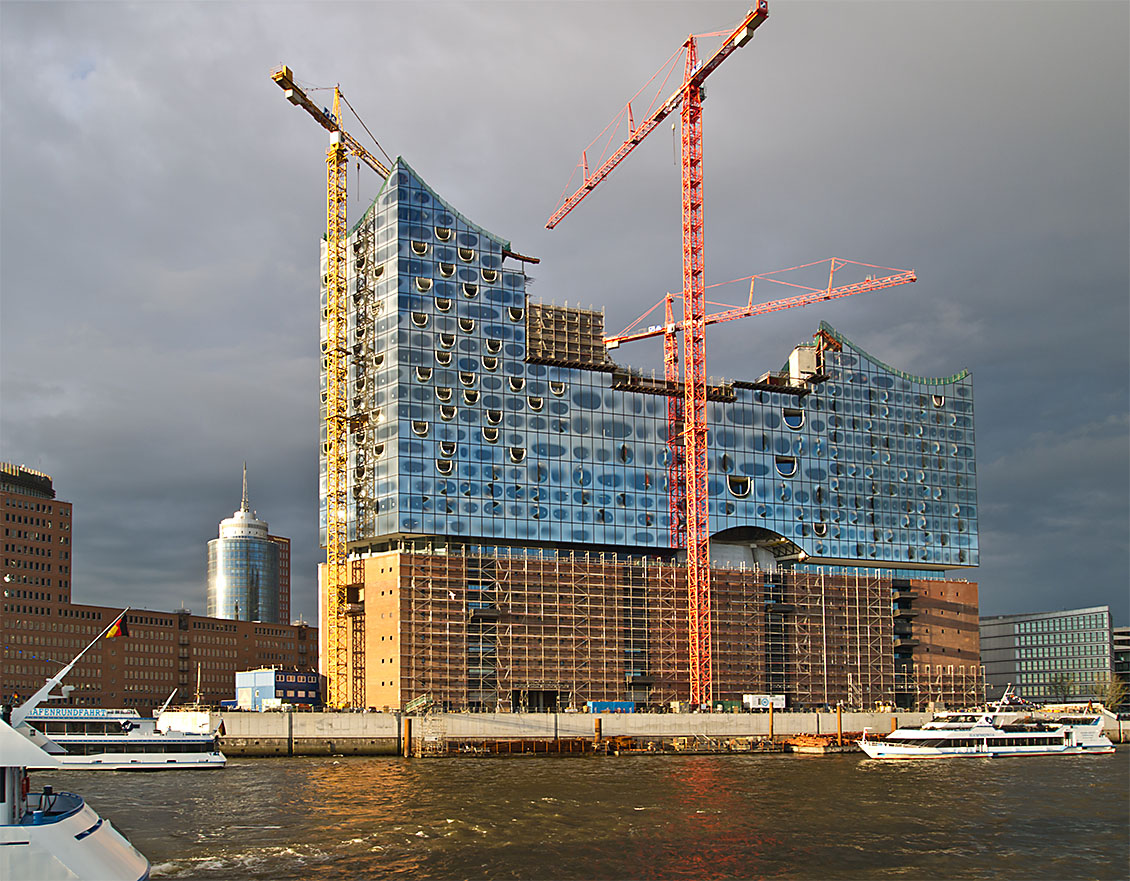
Filarmónica del Elba 2013.

El almacén del Káiser no solo era el más grande de la ciudad portuaria sino que durante años, el edificio daba la bienvenida a los visitantes que llegaban al puerto. Tras la Segunda Guerra Mundial este edificio rectangular de ladrillos quedó destrozado por los ataques aliados, hasta su reconversión como depósito de cacao.
Sobre este edificio se construirá la sede de la Filarmónica del Elba, diseñado por la oficina de arquitectos suiza Herzog & de Meuron. El antiguo edificio se reciclará en un enorme estacionamiento, y sobre él se construirá una estructura colgante y luminosa que albergará una sala de conciertos con 2200 asientos en filas curvadas alrededor del escenario. Además, se contempla que sus 57.600 metros cuadrados incluyan también un hotel con spa, departamentos, restaurantes, bares y una enorme terraza.
Los cálculos del presupuesto inicial aumentaron hasta los 241 millones de euros, por lo que las aportaciones de unos 5000 donantes con 64 millones de euros fueron un impulso decisivo para la viabilidad del proyecto.

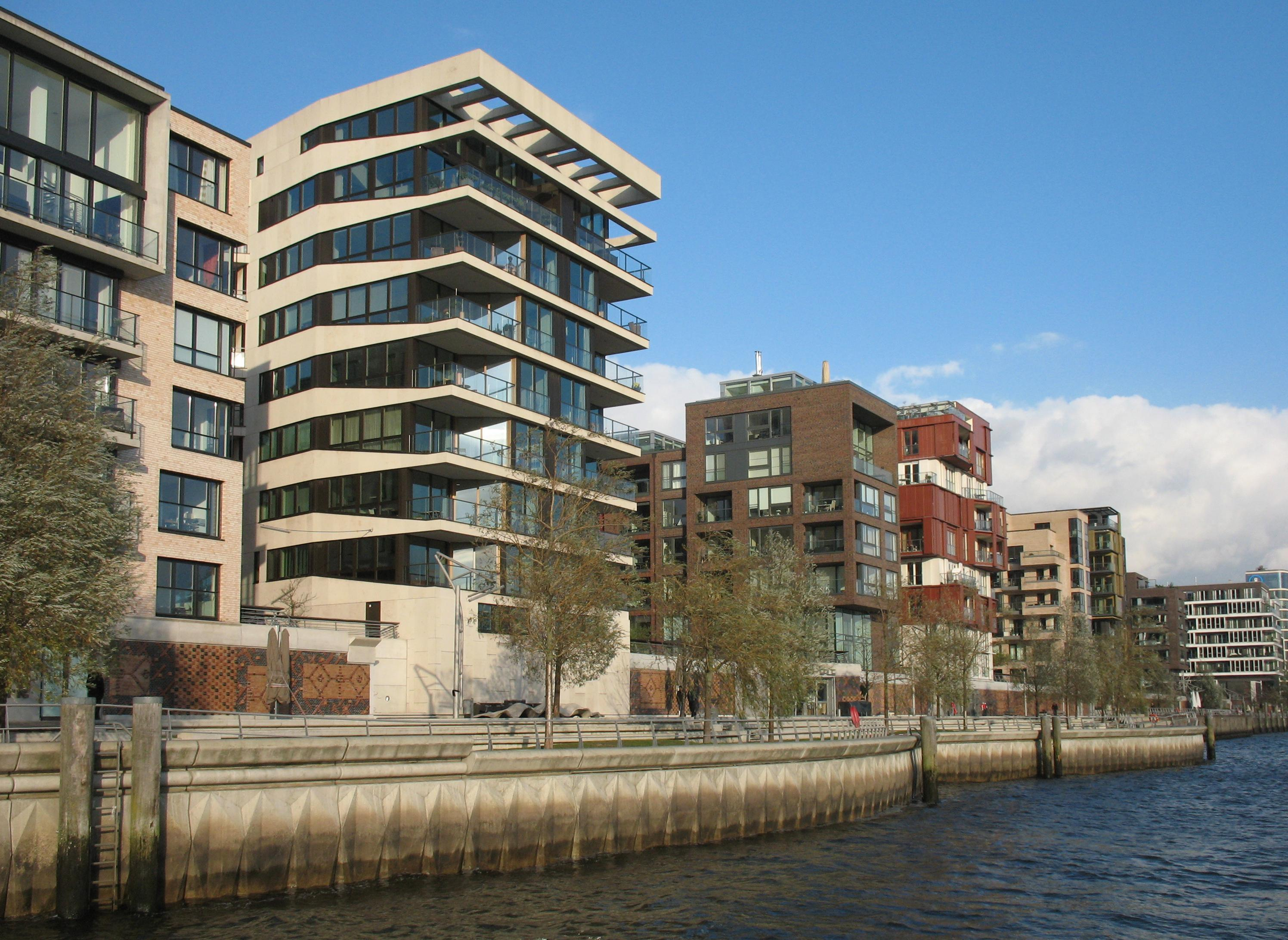
Dalmannkai
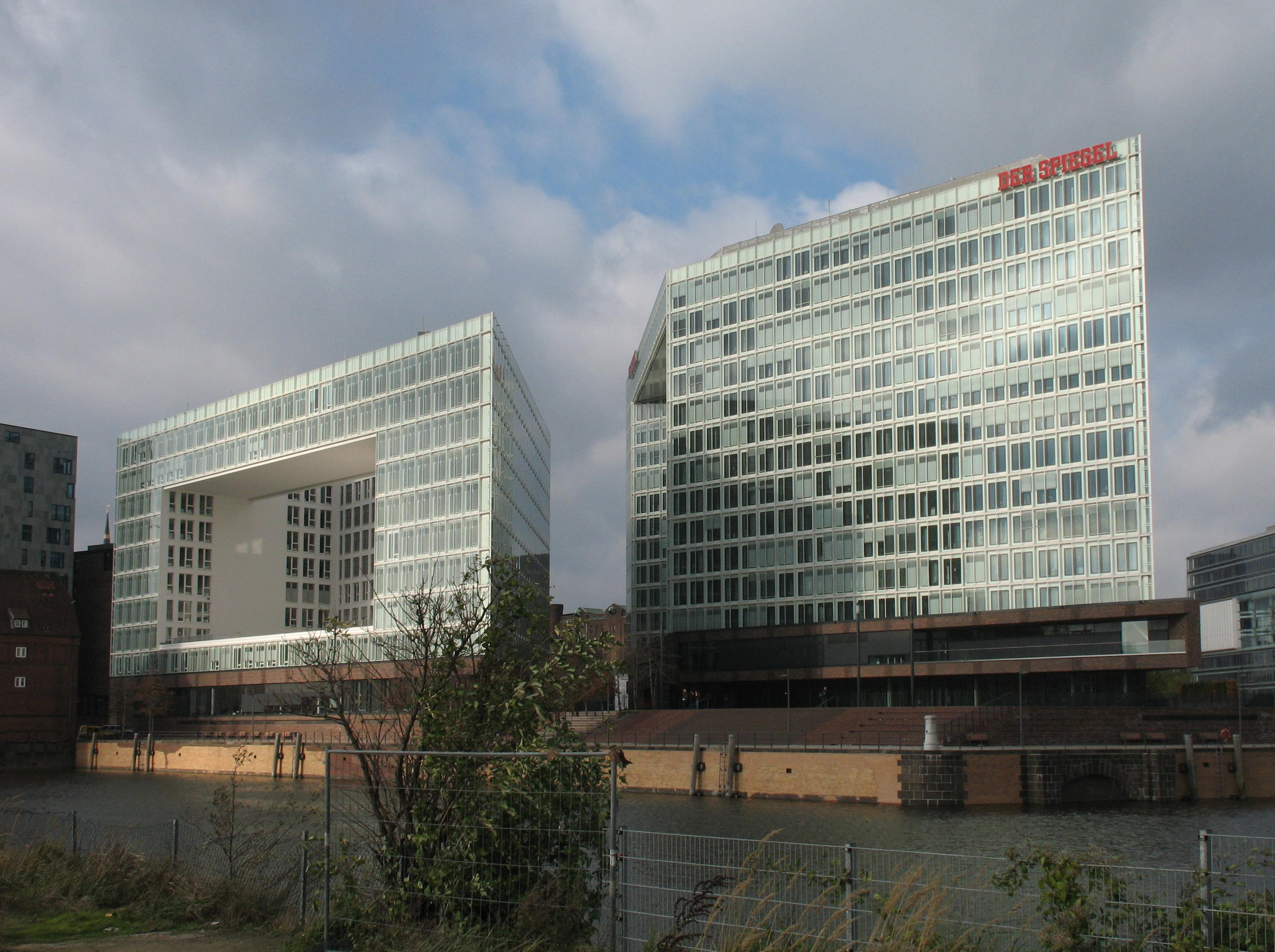
Nueva sede de Der Spiegel